# Francisco Magallón
José Francisco Magallón Dueñas, (Madrid, 4 de octubre de 1959) conocido como Francisco Magallón es un reportero gráfico y fotoperiodista español. Desde 1983 trabaja en Televisión Española. En 2005 recibió el premio José Couso concedido por Telecinco dentro de su campaña «12 meses, 12 causas» por la cobertura de las devastadoras consecuencias del tsunami que asoló Asia en diciembre de 2004.

## Trayectoria
Estudió periodismo en la Universidad Complutense de Madrid y en 1983 se incorporó a Televisión Española realizando la cobertura como reportero gráfico de numerosas situaciones de crisis, catástrofes y emergencias para los Servicios Informativos y en programas como En Portada o Informe Semanal.
Entre los países que ha visitado se encuentran: Sudán, Congo, Mauritania, Mali, Níger, Nigeria, Egipto, Mozambique, Kenia, Angola, Ghana, Ecuador, Perú, Chile, Nicaragua, Guatemala, Honduras, Siria, Irán, Jordania, Arabia Saudí, Japón, Tailandia, Indonesia,Turquía y una gran parte de Europa. Ha hecho la cobertura de conflictos como el Palestino en Gaza, Líbano, Bosnia, Kosovo, Irak, Birmania, Afganistán, la revolución del Cairo y la caída de Mubarak en Egipto. También ha documentado desastres naturales como el Tsunami en Indonesia de 2004. Las imágenes que grabó fueron las primeras que se emitieron sobre la tragedia -se emitieron por TVE al día siguiente del suceso- y por ellas recibió el premio José Couso concedido por Telecinco dentro de su campaña «12 meses, 12 causas». También cubrió el terremoto de Filipinas o el de Perú. 
Junto a los reportajes realizados con la cámara de video, Magallón ha viajado acompañado de una cámara de fotografía que le ha servido para documentar con una mirada más íntima y personal sus experiencias internacionales. Con este material ha realizado numerosas exposiciones de fotografía en colaboración con organizaciones humanitarias como Cruz Roja Española o ACNUR. 
Entre sus exposiciones más relevantes se encuentran Darfur, un conflicto olvidado organizado con el apoyo de Cruz Roja Española sobre la realidad de los campos de refugiados en un momento en el que era difícil acceder al testimonio de la situación sobre el terreno.  En 2014 presentó la exposición «La Ola negra. El tsunami 10 años después. Indonesia: zona cero» organizada por Cruz Roja Española, Corporación RTVE y Museo Nacional de Antropología.
En «Mujer. Todos somos una» (2014) organizada en colaboración con ACNUR recoge el rostro de la violencia de género con 38 fotografías de mujeres en diferentes partes del mundo que sufren la violencia y la vulneración de sus derechos.
En 2017 publica el libro con el mismo título de la exposición, «Mujer. Todos somos una» con 44 que además de 44 fotografías contiene 44 relatos escritos por periodistas y activistas por los derechos de las mujeres entre ellas Rosa María Calaf, Mónica Bernabé, Marisa Soleto, Yolanda Sobero, Mayte Carrasco, etc.

## Exposiciones de fotografía
- "Tengo otro deseo para ti" (2010) Colectiva
- "60 Aniversario ACNUR - Recorrido histórico" exposición colectiva (2010)
- "Gritos, voces y silencios" (2011)
- "Sudán, conflicto olvidado" (2011)
- "Mujer, presencia invisible" (2012)
- "Vosotros, la esperanza" (2012-2014)[10]
- "Accines  (in) Visibles" (2012) exposición colectiva. Consejo de Europa de Estrasburgo
- "Reconstruyendo Haití, reconstruyendo Derechos" (2012) Museo de América de Madrid
- "Sonrisas robadas" (2013)
- "La infancia y los Derechos Humanos" (2013)[11]
- "Mujeres de Darfur" (2014)
- "La ola negra. El tsunami diez años después - Indonesia: zona cero" (2014)
- "Mujer, todos somos una" (2014)

## Publicaciones
- Mujer, todos somos una. (2018) Editorial San Pablo Comunicación. ISBN 9788428554169

## Premios y reconocimientos
Francisco Magallón ha participado como reportero gráfico en numerosos reportajes premiados:
- 2005 II edición Premio José Couso de Periodismo de "Doce meses, doce causas", patrocinado por Tele5, por el trabajo realizado en la zona cero del maremoto en Asia y el reportaje Tsunami, los primeros en llegar.[3]
- 2004 Primer Premio de Periodismo de la Fundación Pfizer por La memoria rota de Informe Semanal[12]
- 2006 Premio de Periodismo "Guardia Civil 2006" Rescates en montaña Telediarios TVE),
- 2012 Premio Periodismo Columbine: Asociación de la Prensa de Almería – Programa En Portada Feminicidio S.A. a Yolanda Sobero y Susana Jiménez (Equipo compuesto por Yolanda Sobero, Susana Jiménez, Cristina Tafur, Juan Antonio Barroso y Francisco Magallón).[13][14]
- 2013 Guardia Civil Premio de Periodismo: Por el reportaje Entrenados para el riesgo de Informe Semanal. (Equipo compuesto por Carmen Rojas, Juana Martín, Juan A. Barroso y Francisco Magallón).[15]
- 2014 Premio Albert Jovell. Cáncer de mama, la vida sigue, de Informe semanal . (Equipo compuesto por Paz Rubio, Teresa Pérez, Juan Antonio Barroso y Francisco Magallón).[16][17]